# Radówek
Radówek [pronunciación en polaco: /raˈduvɛk/] (en alemán: Klein Rade) es un pueblo ubicado en el distrito administrativo de Gmina Górzyca, dentro del condado de Słubice, Voivodato de Lubusz, en el oeste de Polonia, cerca de la frontera con Alemania. Se encuentra a unos 7 kilómetros al  sureste de Górzyca, a 16 kilómetros al noreste de Słubice, a 48 kilómetros al suroeste de Gorzów Wielkopolski, y a 79 kilómetros al noroeste de Zielona Góra.
El pueblo tiene una población de 210 habitantes.